# Pukkelhval
Pukkelhvalen (Megaptera novaeangliae) er en stor hval, der tilhører bardehvalerne. Den bliver omkring 18 meter lang og vejer omkring 36 tons. Blåsten fra pukkelhvalen bliver 3-6 meter høj. Pukkelhvalen findes over det meste af verden, enkelte gange også i Danmark. I dag skønnes der at være omkring 85.000 pukkelhvaler i hele verden.
Pukkelhvalen æder krill, som den sier ud af vandet ved hjælp af barderne, men den kan også aktivt jage fisk, som den kan lamme ved at slå de lange finner eller halen ned i vandoverfladen med et brag.[kilde mangler] Flere hvaler kan også finde på at slå sig sammen om jagten. De bygger et fiskenet ved at puste bobler i en ring. Fiskene svømmer ikke igennem boblerne og bliver derfor på et afgrænset område. Hvalerne skiftes til at svømme op gennem bobbeltragten og æde af den indfangne fiskestime.
Pukkelhvalen er meget nem at identificere. Den har et meget karakteristisk hoved, og dens krop er oversået med mange pukler og buler. Rygfinnen ligner en pukkel, som har været navngivende for den. Hvalens luffer er meget lange i forhold til alle andre hvalarter, op til 5 meter lange (rekorden er 6 meter).
Pukkelhvalers hale er som menneskers fingeraftryk. Ved hjælp af fotos af halernes underside kan forskere kende de enkelte individer fra hinanden, idet de sort-hvide mønstre er forskellige. Pukkelhvalen har et stort register af lyde, og derfor er dens hvalsang berømt over hele verden.

## Galleri
- En pukkelhval med halen i vejret